# Teuschnitz
Teuschnitz település Németországban, azon belül Bajorországban. Lakosainak száma 1921 fő (2023. december 31.). Teuschnitz Wilhelmsthal községgel határos.

## Népesség
A település népessége az elmúlt években az alábbi módon változott:
| Lakosok száma | 1022 | 1658 | 1495 | 2485 | 2062 | 2013 | 1987 | 1978 | 1948 | 1921 |
|               | 1875 | 1950 | 1975 | 1987 | 2012 | 2014 | 2016 | 2017 | 2021 | 2023 |